# Borkenküche

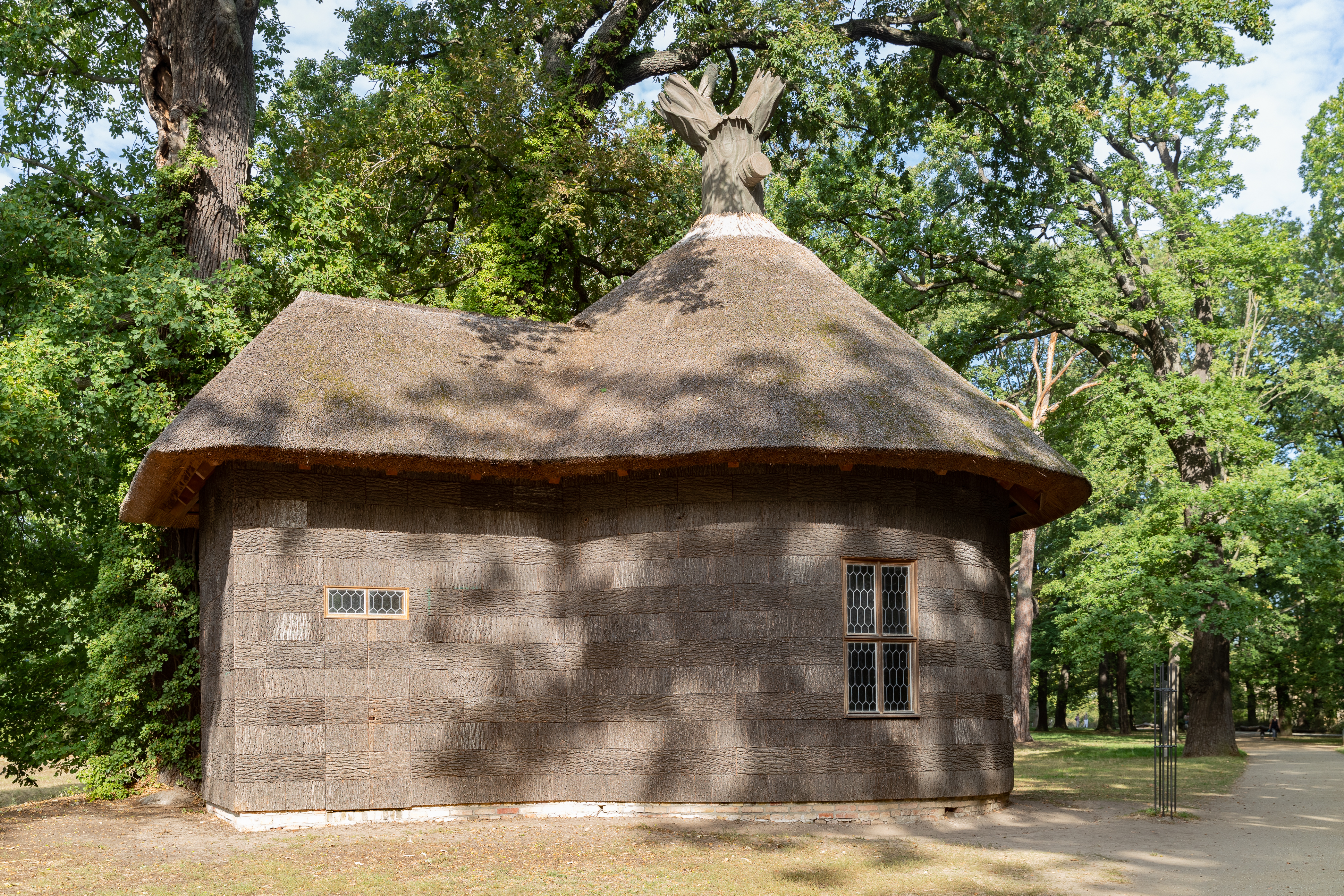
Die Borkenküche im Neuen Garten

Die Borkenküche ist ein 1796 errichtetes Borkenhaus im Neuen Garten in Potsdam. Sie wurde nach ihrem Abriss 1958 von 2007 bis 2012 rekonstruiert.
Der eingeschossige, mit Eichenborke verkleidete Rundbau besitzt ein Reetdach.

## Geschichte
Die Borkenküche ist ein kleiner Rundbau, der 1796 im Auftrag Friedrich Wilhelms II. als Küchengebäude zur nahe gelegenen, 1794 fertig gestellten Muschelgrotte entstand. Sie diente vorwiegend zur Versorgung der u. a. als königlicher Speisesaal genutzten Gartenarchitektur am Jungfernsee. Nach der Rückgabe des Neuen Gartens an die Potsdamer Schlösserverwaltung 1953 durch die Russische Armee, die ihn als Freizeitpark nutzte, wurde die Borkenküche 1958 wegen Baufälligkeit abgetragen.
1778 ließ Goethe am Ilmhang ein Borkenhäuschen errichten, das sich heute im Park an der Ilm befindet.

## Rekonstruktion
Die Borkenküche wurde zusammen mit der Eremitage ab 2007 rekonstruiert. Die eigentliche Rekonstruktion begann jedoch erst im August 2010. Dabei wurde nach mehreren Jahren Forschung, die geeignete Technik entwickelt, durch die dann die Eremitage und die Borkenküche mit Eichenborke verkleidet werden konnten. Die Rekonstruktion war dann 2012, mit dem Anbringen der Borke an der Borkenküche abgeschlossen.